# Bautür

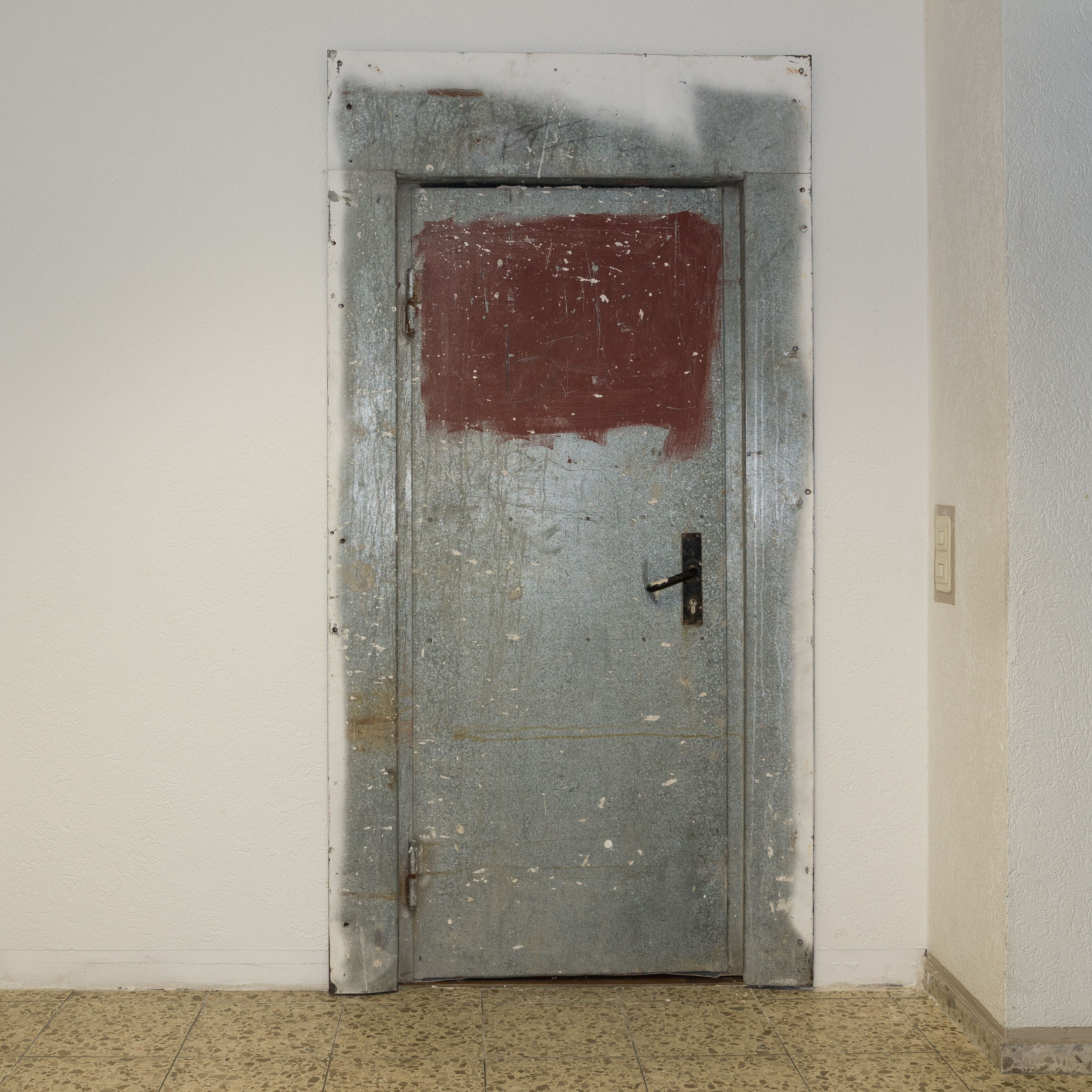
Bautür

Eine Bautür (auch gelegentlich Baustellentür genannt) ist eine vorübergehend angebrachte Tür zum Abschluss eines im Bau befindlichen Bereichs, zum Beispiel einer Wohnung, eines Büros oder einer sonst zu schützenden Baustelle.
Eine Bautür wird im Gegensatz zu anderen Türen nicht fest im Mauerwerk oder in sonst einfriedenden Gebäudeteilen verankert. Das Türfutter besteht aus zwei Teilen, die so gestaltet sind, dass die äußeren und inneren Teile entsprechend der Dicke der anschließenden Wand flexibel gegeneinander verschraubt werden können. Das Türblatt selbst ist einfach, häufig aus Stahlblech und nur mit einem einfachen Schloss zu sichern. Ein Türdrücker ist nicht zwingend (siehe: Neubauschlüssel).